# 퀀텀닷 디스플레이

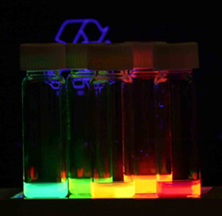

퀀텀닷 디스플레이(quantum dot display)는 퀀텀닷(QD)이나 반도체 나노 결정을 디스플레이 제조에 사용한 것을 일컫는다.

## 동작 원리

### 백라이트 장치의 퀀텀닷 필름
통상적인 액정 디스플레이의 백라이트 유닛 위에 적녹색의 퀀텀닷 필름이 장치되어 색역을 개선하는 데에 도움을 주는 기술이다. 그 이외에는 구조상에 큰 차이가 없다.
이후 LCD의 색필터 자체를 QD필름으로 대체하려는 움직임이 있었으며 성공하였다. 이 방식으로 더욱 높은 휘도가 가능하게 되었다.

### 양자점 발광다이오드

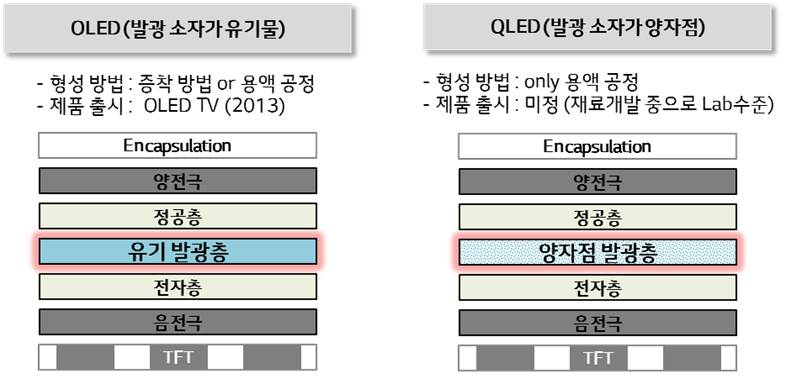
구조비교 (OLEDvs.QLED)

QLED(Quantum dot light-emitting diodes) 또는 QD-LED는 별도의 광원이 필요하지 않은 자발광 기술이다. QD-LED의 구조는 OLED 기술과 매우 유사하지만, 발광층이 양자점(Quantum Dot) 물질로 구성되어 있는 점이 다르다.
양쪽 전극에서 주입된 전자(Electron)와 정공(Hole)이 양자점 발광층에서 만나 여기자(Exciton)를 형성하고 여기자의 발광재결합을 통해 빛을 내는 구조이다. QLED의 양자점은 열과 수분에 취약한 것이 단점으로 자발광 OLED와 같은 증착 방식이 불가하여 잉크젯 프린팅 방식의 개발이 필요하다.
QLED 기술은 아직 미성숙한 단계로 신뢰성/효율성, 블루 소자 수명, Soluble 공정 개발 등의 이슈가 있어, 2020년 시점에서 상용화에는 최소 5년 이상이 소요될 것으로 업계는 예상하고 있다. 출시되어있는 소위 QLED TV는 기존 LCD 백라이트에 퀀텀닷 Sheet를 추가로 부착하여 색재현율을 향상시켰으나, 별도 광원이 필요한 비자발광 LCD TV로 자발광 QLED와는 구분되어야 한다.

## 같이 보기
- 대역폭 (신호 처리)
- 양공 (물리학)
- 에너지 준위
- 나노 기술
- 퍼텐셜 우물
- 퀀텀닷